# Pancheria phillyreoides
Pancheria phillyreoides är en tvåhjärtbladig växtart som beskrevs av Brongn. & Gris och André Guillaumin. Pancheria phillyreoides ingår i släktet Pancheria och familjen Cunoniaceae. Inga underarter finns listade i Catalogue of Life.